# Arethaea brevicauda
Arethaea brevicauda är en insektsart som först beskrevs av Scudder, S.H. 1900.  Arethaea brevicauda ingår i släktet Arethaea och familjen vårtbitare. Inga underarter finns listade i Catalogue of Life.